# Produit intérieur
En géométrie différentielle, le produit intérieur est une opération élémentaire sur les formes différentielles, que l'on construit à partir d'un champ de vecteurs.
Plus précisément, si {\displaystyle X} est un champ de vecteurs sur une variété différentielle {\displaystyle M} et si {\displaystyle \Omega ^{p}(M)} désigne l'ensemble des formes différentielles de degré {\displaystyle p} sur {\displaystyle M} alors le produit intérieur par {\displaystyle X} est l'opérateur
défini par : pour tous champs de vecteurs {\displaystyle Y_{1},\dots ,Y_{p-1}} sur {\displaystyle M},
C'est une antidérivation de l'algèbre extérieure, i.e., si α est une p-forme et β une forme de degré quelconque :